# Viktoria, Pîreatîn
Viktoria (în ucraineană Вікторія) este localitatea de reședință a comunei Viktoria din raionul Pîreatîn, regiunea Poltava, Ucraina.

## Demografie
Componența lingvistică a localității Viktoria
     Ucraineană (97,02%)
     Rusă (2,5%)
     Alte limbi (0,2%)
Conform recensământului din 2001, majoritatea populației localității Viktoria era vorbitoare de ucraineană (97,02%), existând în minoritate și vorbitori de rusă (2,5%).